# Возовик, Алексей Никитич
Алексей Никитич Возовик (1875 — не раньше 1916) — крестьянин, депутат Государственной думы I созыва от Екатеринославской губернии.
Украинец, православный. Крестьянин села Николаевка Мариупольского уезда Екатеринославской губернии. Окончил трёх-классное земское училище.  Шесть лет занимался хлебопашеством. Затем поступил в сельские писари, служил волостным писарем. Гласный Мариупольского земского собрания, попечитель Николаевской земской школы. Народный учитель.
14 апреля 1906 года избран в Государственную думу I созыва от общего состава выборщиков Екатеринославского губернского избирательного собрания. Входил в Трудовую группу. Член Финансовой комиссии. Подписал законопроект «33-х» по аграрному вопросу. Выступал в Думе 2 мая 1906 года по поводу принятия ответного адреса.
10 июля 1906 года в г. Выборге подписал «Выборгское воззвание».
По словам самого Возовика после возвращения домой "полиция не даёт мне возможности куда бы то ни было отлучиться из своего села и, если приходилось иногда нарушать этот запрет, то администрация грозила мне каждый раз тюрьмой или ссылкой".  За подписание "Выборгского воззвания" осужден по ст. 129, ч. 1, п. п. 51 и 3 Уголовного Уложения, приговорен к 3 месяцам тюрьмы и лишен права быть избранным.
Дальнейшая судьба и дата смерти неизвестны.